# Espinalillo
Espinalillo är en ort i Mexiko.   Den ligger i kommunen Acapulco de Juárez och delstaten Guerrero, i den södra delen av landet, 290 km söder om huvudstaden Mexico City. Espinalillo ligger 204 meter över havet och antalet invånare är 196.
Terrängen runt Espinalillo är platt åt sydost, men åt nordväst är den kuperad. Runt Espinalillo är det tätbefolkat, med 397 invånare per kvadratkilometer. Närmaste större samhälle är Amatillo, 11,9 km sydväst om Espinalillo. Omgivningarna runt Espinalillo är en mosaik av jordbruksmark och naturlig växtlighet.